# Huotong
Huotong är en köping i sydöstra Kina. Den ligger i stadsdistriktet Jiaocheng i staden Ningde i provinsen Fujian, omkring 87 kilometer norr om provinshuvudstaden Fuzhou.